# Leiopotherapon macrolepis
The large-scale grunter (Leiopotherapon macrolepis) là một loài cá thuộc họ Terapontidae. Nó là loài đặc hữu của Úc.